# Königsberg express
Königsberg express är en svensk dokumentärfilm från 1996 i regi av Kristian Petri, Björn Cederberg och Jan Röed.
Filmen skildrar systrarna Ulla, Frida och Gerda, då de för första gången på 50 år återvänder till sin barndomsby i före detta Ostpreussen. Den fotades och producerades av Röed för Charon Film AB, Sveriges Television AB och Stiftelsen Svenska Filminstitutet och premiärvisades den 9 februari 1996 i Göteborg. Intervjuare var Cederberg.